# Ponto Novo
Ponto Novo là một đô thị thuộc bang Bahia, Brasil. Đô thị này có diện tích 465,311 km², dân số năm 2007 là 14460 người, mật độ 31,08 người/km².